# Civil Authorities (Special Powers) Act (Northern Ireland) 1922
Le Civil Authorities (Special Powers) Act (Northern Ireland) 1922 (le plus souvent appelé Special Powers Act) est une loi du Parlement d'Irlande du Nord mise en place à la fin de la guerre d'indépendance irlandaise qui aboutit au partage de l'île. Il offre des pouvoirs étendus à la police et à l'armée. Temporaire à sa fondation (il doit être renouvelé chaque année) pour donner au gouvernement les moyens de rétablir l'ordre en cas de nouveaux troubles, il devient permanent en 1933.
Par cet acte, lorsque nécessaire, le gouvernement peut attribuer certains pouvoirs comme celui de procéder à des arrestations arbitraires ou des internements sans procès, de mener des perquisitions sans mandat, d'interdire rassemblement et médias, de réunir un tribunal sans jury, d'user de châtiments corporels, de suspendre le droit à un avocat,…